# Reiji Okazaki
Reiji Okazaki (jap. 岡崎令治 Okazaki Reiji; ur. 8 października 1930 w Hiroszimie, zm. 1 sierpnia 1975) – japoński biolog molekularny, znany ze swoich badań nad replikacją DNA. Pierwszy opisał fragmenty nici DNA dobudowywanych do startera podczas replikacji DNA. Zostały one nazwane jego nazwiskiem (zob. fragmenty Okazaki). Swojego odkrycia dokonał w 1968.
Studia ukończył w 1953 na Uniwersytecie w Nagoi i pracował na nim po 1963. Zmarł na białaczkę, prawdopodobnie spowodowaną wysoką dawką promieniowania, którą otrzymał w wyniku zrzucenia bomby atomowej na Hiroszimę.
Laureat Nagrody Asahi za 1970 rok.